# Anastassia Grixina
Anastassia Nikolaievna Grixina (Moscou, Rússia, 16 de gener de 1996) és una gimnasta artística russa, subcampiona olímpica a Londres 2012 en el concurs per equips.

## 2012
Al Campionat Europeu celebrat a Brussel·les va obtenir dues medalles de plata: en l'exercici de barres asimètriques –després de la seva compatriota Viktoria Kómova– i en el concurs per equips –per darrere de Romania. Posteriorment, als Jocs de Londres, va tornar a ajudar el seu equip a aconseguir la plata; l'or va ser per a les nord-americanes, i el bronze, per a les romaneses.

## 2013
Al Campionat Europeu celebrat a Moscou, va aconseguir dues medalles de bronze: concurs complet individual –després de la seva compatriota Aliya Mustafina i la romanesa Larisa Iordache– i en la barra d'equilibri, després de les romaneses Larisa Iordache i Diana Bulimar.